# Dominik Raschner
Dominik Raschner (ur. 23 sierpnia 1994 w Mils) – austriacki narciarz alpejski, srebrny medalista mistrzostw świata.

## Kariera
Po raz pierwszy na arenie międzynarodowej pojawił się 1 grudnia 2009 roku w zawodach juniorskich na trasach Mölltaler Gletscher we Flattach, gdzie zajął 61. miejsce w slalomie. W 2014 roku wystartował na mistrzostwach świata juniorów w Jasnej, gdzie zajął 14. miejsce w gigancie, a slalomu nie ukończył. Podczas rozgrywanych rok później mistrzostw świata juniorów w Hafjell zajął 21. miejsce w gigancie, a rywalizacji w slalomie ponownie nie ukończył.
W zawodach Pucharu Świata zadebiutował 22 grudnia 2015 roku w Madonna di Campiglio, gdzie nie zakwalifikował się do pierwszego przejazdu w slalomie. Pierwsze pucharowe punkty wywalczył 8 grudnia 2019 roku w Beaver Creek, zajmując 28. miejsce w gigancie. Pierwszy raz na podium zawodów pucharowych stanął 14 listopada 2021 roku w Lech, kończąc rywalizację w slalomie równoległym na drugiej pozycji. Rozdzielił tam swego rodaka - Christiana Hirschbühla i Atle Lie McGratha z Norwegii. W sezonie 2021/2022 zajął drugie miejsce w klasyfikacji PAR.
Podczas mistrzostw świata w Courchevel/Méribel w 2023 roku zdobył srebrny medal w gigancie równoległym. Uplasował się tam za Niemcem Alexandrem Schmidem a przed Norwegiem Timonem Hauganem.

## Osiągnięcia

### Mistrzostwa świata
| Miejsce | Dzień     | Rok  | Miejscowość        | Konkurencja       | Czas biegu | Strata | Zwycięzca         |
| ------- | --------- | ---- | ------------------ | ----------------- | ---------- | ------ | ----------------- |
| 4.      | 14 lutego | 2023 | Courchevel/Méribel | Drużynowo         | -          | -      | Stany Zjednoczone |
| 2.      | 15 lutego | 2023 | Courchevel/Méribel | Gigant równoległy | -          | -      | Alexander Schmid  |

### Mistrzostwa świata juniorów
| Miejsce | Dzień   | Rok  | Miejscowość | Konkurencja | Czas biegu | Strata | Zwycięzca            |
| ------- | ------- | ---- | ----------- | ----------- | ---------- | ------ | -------------------- |
| 14.     | 4 marca | 2014 | Jasná       | Gigant      | 2:03,14    | +4,04  | Henrik Kristoffersen |
| DNF1    | 5 marca | 2014 | Jasná       | Slalom      | 1:37,21    | -      | Henrik Kristoffersen |
| 21.     | 8 marca | 2015 | Hafjell     | Gigant      | 2:23,37    | +3,81  | Henrik Kristoffersen |
| DNF2    | 9 marca | 2015 | Hafjell     | Slalom      | 1:37,55    | -      | Henrik Kristoffersen |

### Puchar Świata

#### Miejsca w klasyfikacji generalnej
- sezon 2015/2016: -
- sezon 2016/2017: -
- sezon 2017/2018: -
- sezon 2018/2019: -
- sezon 2019/2020: 112.
- sezon 2020/2021: 97.
- sezon 2021/2022: 61.
- sezon 2022/2023: 127.
- sezon 2023/2024:

#### Miejsca na podium w zawodach
1. Lech – 14 listopada 2021 (slalom równoległy) – 2. miejsce
2. Adelboden – 7 stycznia 2024 (slalom) – 3. miejsce